# Dalapaard

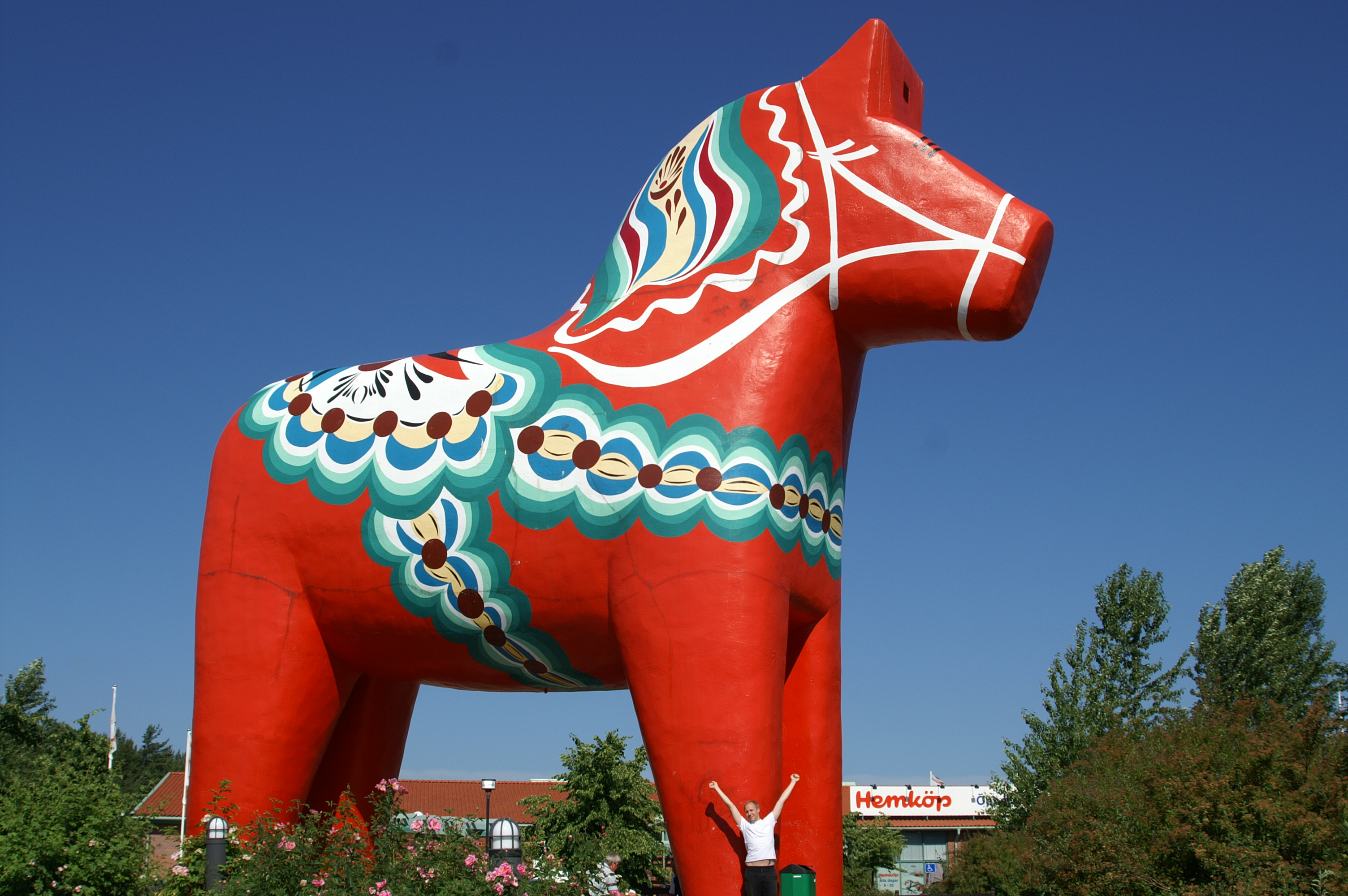
Het grootste Dalapaard ter wereld in Avesta.

Het Dalapaard (Zweeds: dalahäst) is een houten paardje, dat als symbool geldt van het landschap Dalarna in Zweden, of tegenwoordig bij uitbreiding ook van heel Zweden.
De houten paardjes zijn er in alle maten en worden veelal gemaakt in Nusnäs, nabij Mora. De meeste paardjes zijn rood en worden vaak met de hand beschilderd. De paardjes worden al sinds de 17e eeuw gemaakt. In Nusnäs is een museum waar onder andere getoond wordt hoe de paardjes gemaakt worden.
Er zijn ook Dalahanen, die echter minder bekend zijn.